# Martin Siemsen
Martin Siemsen (* 1961) ist ein Historiker und Literaturwissenschaftler.

## Leben
Aufgewachsen in Osnabrück, legte Siemsen 1980 am Ernst-Moritz-Arndt-Gymnasium das Abitur ab. Er studierte anschließend Literaturwissenschaft, Kunst und Geschichte an der Universität Osnabrück. Das Studium schloss er 1991 mit dem M.A. ab mit einer Arbeit über Justus Möser. Von 1988 bis zu deren Auflösung 2004 war er Mitarbeiter der Justus-Möser-Dokumentationsstelle an der Universität Osnabrück. Seit 2005 ist er Mitarbeiter am Erich Maria Remarque-Friedenszentrum in Osnabrück. Als Nachfolger von Karl H. L. Welker ist Martin Siemsen seit 2011 Vorsitzender der Justus Möser Gesellschaft, einer Sektion im Historischen Verein Osnabrück.

## Schriften (Auswahl)
- (mit Winfried Woesler): Zwei Jahre Möser-Dokumentationsstelle (1985/86). Ein Arbeitsbericht. In: Möser-Forum 1 (1989). Münster 1989, S. 283–302.
- Justus Möser und der Aufenthalt der Wäserschen Zweiten Gesellschaft in Osnabrück 1780. (Magisterarbeit Universität Osnabrück). Osnabrück 1991.
- (mit anderen): Patriotische Phantasien. Justus Möser 1720-1794. Aufklärer in der Ständegesellschaft. Bramsche 1994.
- Zur 'Möser-Bibliographie 1730-1990' : Nachträge und Fortschreibung. Selbständige Publikationen 1741–2000. In: Winfried Woesler (Hrsg.): Möser-Forum, 3 (2001), S. 377–386.
- Die Ankumer 'Wannenfabrik'. Zur Gewerbepolitik des Fürstbistums Osnabrück unter dem Einfluss Justus Mösers. In: Osnabrücker Mitteilungen, 108 (2003), S. 121–161.
- In: Osnabrücker Mitteilungen, 112 (2007), S. 161–185. Zur Geschichte der Bibliothek des Osnabrücker Ratsgymnasiums. In: Osnabrücker Mitteilungen, 109 (2004), S. 223–250.
- 'Jetzt hatte jeder Winkel Teutschlands seinen Garrik ... ' Johann Christian Wäser als Hamlet 1778 in Osnabrück. In: Osnabrücker Mitteilungen, 112 (2007), S. 161–185.
- 'dahier mit vielem Beyfall agiret'. Abel Seylers Königl. Großbrittannische Hof-Schauspieler 1771 in Osnabrück. In: Osnabrücker Mitteilungen, 112 (2007), S. 113–159.
- Johann Blank in Quakenbrück und Justus Möser. Zur Theatergeschichte des Fürstbistums Osnabrück im 18. Jahrhundert. In: Osnabrücker Mitteilungen, 115 (2010), S. 179–186.
- Bücherverbrennungen 1933. Sammelrezension. In: Erich-Maria-Remarque-Jahrbuch, 20 (2010), S. 23–30.
- Carl Josephis Schauspielergesellschaft 1774 in Osnabrück. In: Osnabrücker Mitteilungen, 116 (2011), S. 259–268.
- Levin Schücking – Justus Möser – Elisabet Ney. Eine vergessene Möser-Statue im Münsteraner Ständehaus. In: Osnabrücker Mitteilungen, 117 (2012), S. 195–201.
- 'Der Herr hat alles wohl gemacht! '. Johann Moritz Schwager und Justus Möser. In: Walter Gödden: 'Er war ein Licht in Westphalen'. Johann Moritz Schwager (1738–1804). ein westfälischer Aufklärer.  Bielefeld, 2013, S. 275–289.
- (mit Thorsten Heese): Justus Möser 1720–1794. Aufklärer, Staatsmann, Literat. Die Sammlung Justus Möser im Kulturgeschichtliche Museum Osnabrück. Rasch, Bramsche 2013.
- 'Patriotische Phantasien' und politische Realität in Justus Mösers Sicht der Städte. Quakenbrück als Beispiel. In: Osnabrücker Mitteilungen, 119 (2014), S. 25–38.
- Die 'Möser-Woche' 1936. Justus Möser als Beispiel lokaler Heldenkonstruktion. In:  Thorsten Heese (Hrsg.): Topografien des Terrors. Nationalsozialismus in Osnabrück. Rasch, Bramsche 2015, S. 163–157.
- (Hrsg. mit Thomas Vogtherr): Justus Möser im Kontext. Beiträge aus zwei Jahrzehnten. (Möser Studien, 2) Osnabrück 2015.
- (Hrsg.): Lesebuch Justus Möser. Aisthesis Verlag, Bielefeld 2017.
- Justus Möser und Wien: „Arminius“, „Harlekin“ und die Eigenbehörigkeit. In: Heimat-Jahrbuch Osnabrücker Land, 2020, S. 20–27.
- Jenny von Voigts in Melle. In: Heimat-Jahrbuch Osnabrücker Land, 2020, S. 43–48.
- Die Leute sind Goldarbeiter. Justus Möser und das Tuchmachergewerbe in Bramsche. Begleitband zur Ausstellung, Tuchmacher Museum Bramsche, 20. Juni bis 31. Oktober 2021. Fromm und Rasch, Bramsche 2021.
- (mit Ernst Kosche): Jenny von Voigts (1749–1814) im Briefwechsel mit der Familie Schmidtmann. In: Osnabrücker Mitteilungen, 127 (2022), S. 271–286.
- Ein unbekanntes Faksimile eines Briefes von Justus Möser (1720–1794). In: Osnabrücker Mitteilungen, 128 (2023), S.